# Au Pauvre Diable
Au Pauvre Diable est un ancien grand magasin situé à Dijon, 51 rue de la Liberté, qui a existé au XIXe et au XXe siècle. Ses bâtiments sont actuellement occupés par l'enseigne de prêt-à-porter H&M.

## Histoire
À l'emplacement du magasin se trouvait au Moyen Âge la maison du Miroir, qui tenait vraisemblablement son nom de sa position à un carrefour, qui en faisait un observatoire, ce qu'aurait signifié le latin mirari, regarder. En 1831, Eugène Carion acquiert le magasin Au Pauvre Diable situé au Coin du Miroir, c'est-à-dire à l'angle de la rue de la Liberté et de la rue des Godrans. Le bâtiment est repris en 1873 par un ancien chef de rayon du Printemps parisien Georges Gérault, qui épouse la fille de l'ancien propriétaire, Jane Carion. Le couple achète des boutiques attenantes rue des Godrans et inaugure un magasin agrandi en 1875. La devise du magasin est : « Omnia labore », qui signifie « Tout par le travail ». À la mort de Georges Gérault en 1924, le magasin passe à ses deux fils, Jean et Robert Gérault. La même année, lors de l’élargissement de la rue de la Liberté, les responsables du magasin chargent l'architecte Émile Robert de reconstruire en l'exhaussant la partie du magasin longeant la rue de la Liberté et située au Coin du Miroir. L'entreprise Pouletty, concessionnaire Hennebique, élève en 1925 les bâtiments actuels, en style Art déco. Les travaux sont inaugurés en 1926.
Le Pauvre Diable se prévaut, dans les années 1920, du titre de « grands magasins de nouveautés, les plus vastes de la région ». 
Le grand magasin ferme ses portes en février 2000 et est alors racheté par la marque de prêt-à-porter H&M. Le grand escalier intérieur aux remarquables rampes de fer forgé a été détruit peu après. 

## Architecture
L'établissement comportait deux bâtiments : une aile du XIXe siècle, sur la rue des Godrans, qui se reliait, par la rotonde d'angle construite en 1925, à la partie également de 1925 sur la rue de la Liberté. La rotonde était surplombée d’un dôme couvert d’ardoise, agrémenté d'un œil-de-bœuf et surmonté d’un pinacle à quatre oculus, typique du style Art déco. À l'intérieur, le bâtiment comportait notamment un grand escalier aux rampes ornées d'écussons ovales métalliques aux initiales du magasin. 
On peut voir des images du magasin dans le film Vaudeville, tourné par Jean Marbœuf en 1985.

## Cinéma
Le film Vaudeville, avec Guy Marchand et Marie-Christine Barrault, a été tourné en partie à Dijon en 1985, principalement aux magasins du Pauvre Diable et aux Galeries Lafayette.

## Galerie

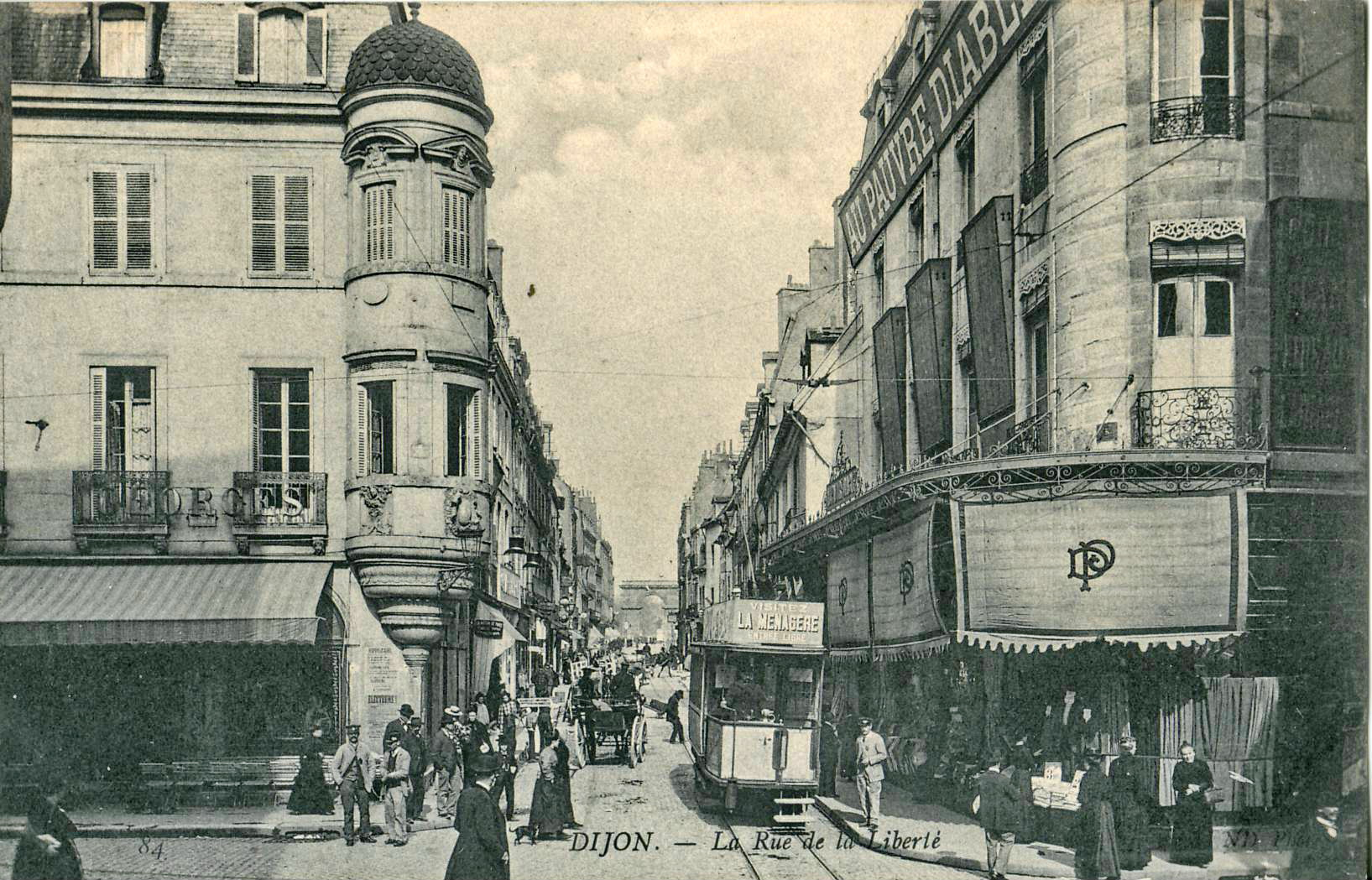
Le Pauvre Diable avant sa reconstruction partielle en 1924
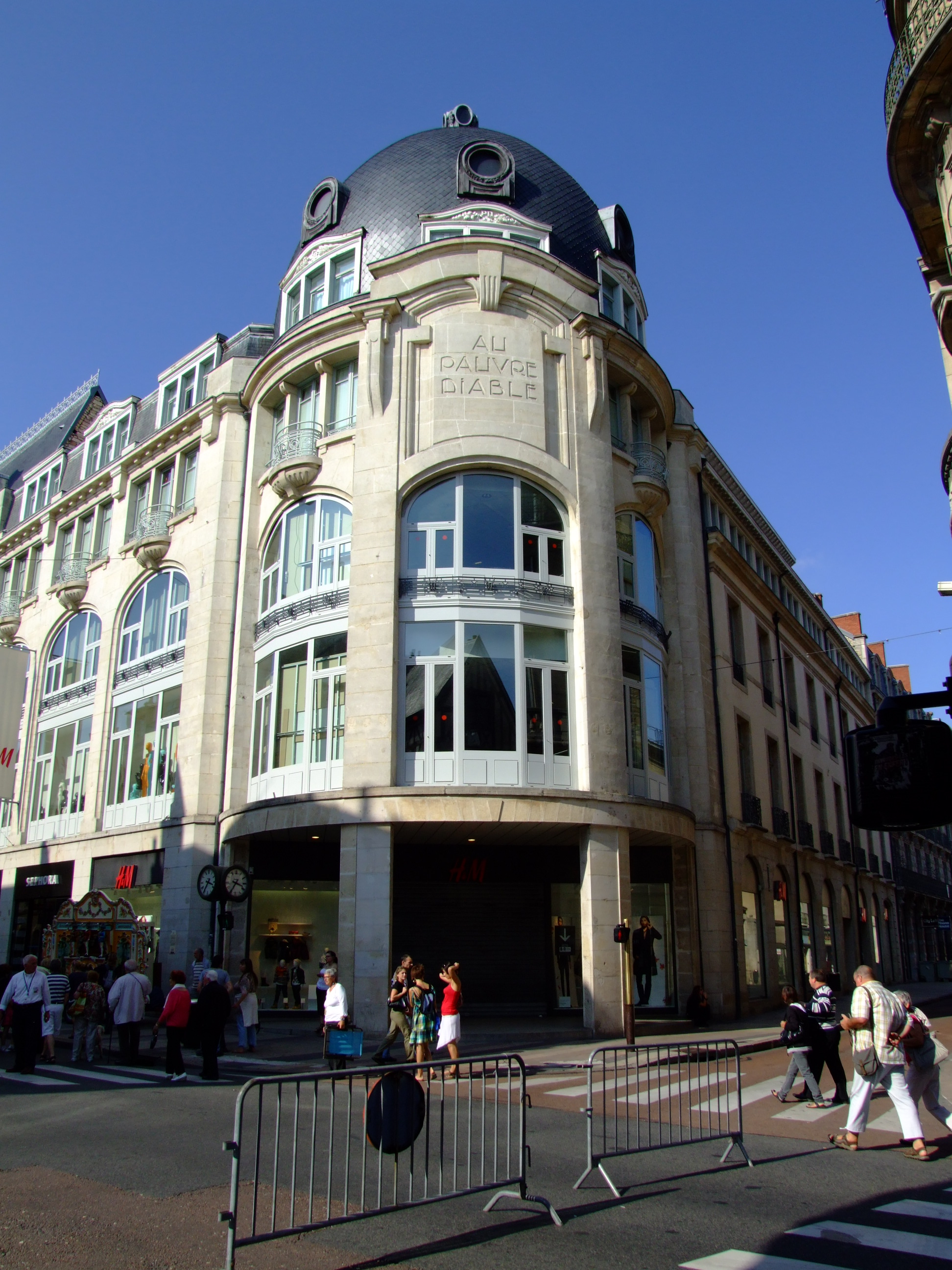
Le magasin H&M